# Carl Johansson (fotbollsspelare född 1998)
Carl Harry Stefan Johansson, född 17 juni 1998, är en svensk fotbollsspelare som spelar för IFK Värnamo. Han har två före detta landslagsspelare inom släkten, morbröderna Benno Magnusson och Roger Magnusson.

## Karriär
Johansson började spela fotboll i Blomstermåla IK som sexåring. Som 14-åring gick han över till Oskarshamns AIK. Johansson gjorde två inhopp för Oskarshamn i Division 1 Södra 2014. I december 2014 blev han utsedd till "Årets Elmare".
I januari 2015 värvades Johansson av Kalmar FF till deras tipselitlag. Inför säsongen 2016 flyttades han upp i A-laget och förlängde sitt kontrakt över 2018. Han gjorde sitt första mål i Kalmartröjan och även matchens enda, i segern över Elfsborg den 5 mars 2016 i Svenska cupen. Johansson gjorde allsvensk debut den 6 april 2016 i en 4–1-förlust mot IFK Norrköping. Han gjorde sitt första allsvenska mål den 10 april 2016 i en 3–2-vinst över IF Elfsborg.
I januari 2018 lånades Johansson ut till Östers IF på ett låneavtal över säsongen 2018. Den 10 februari 2019 värvades Johansson av Östers IF, där han skrev på ett treårskontrakt. Johansson spelade 29 ligamatcher och gjorde fyra mål under säsongen 2020.
I augusti 2021 värvades Johansson av nederländska VVV-Venlo. Efter två säsonger i Nederländerna återvände han i augusti 2023 till Sverige och skrev på ett 3,5-årskontrakt med IFK Värnamo.